# Plathemis lydia
Espèce
Synonymes
- Libellula lydia

La libellule lydienne (Plathemis lydia)  appartient à la famille des Libellulidae. On la retrouve dans l'ensemble des 48 États de la zone continentale des États-Unis. Au Canada, elle est présente en Colombie-Britannique, en Ontario, au Québec, au Nouveau-Brunswick, en Nouvelle-Écosse, à l'Île-du-Prince-Édouard et dans la province de Terre-Neuve-et-Labrador.

## Description
L'adulte mesure 42 à 48 mm. Chez cette espèce, le dimorphisme sexuel est assez remarquable. Le mâle possède deux bandes transversales noires qui débutent juste après le nodus et terminent juste avant le stigma. De plus, une tache noire est présente à la base de chacune des ailes. L'abdomen du mâle mature est blanc contrairement à celui de la femelle et du mâle immature. Ceux-ci possède un abdomen de couleur brune avec une série de taches jaunâtres. Chez la femelle, les quatre ailes sont marquées de trois taches (une à la base, au centre et à l'extrémité).

## Habitat
On retrouve la lydienne dans les étangs naturels ou artificiels, les ruisseaux, les rivières à faible débit et les lacs. Elle préfère les milieux aquatiques avec des substrats riches et organiques.

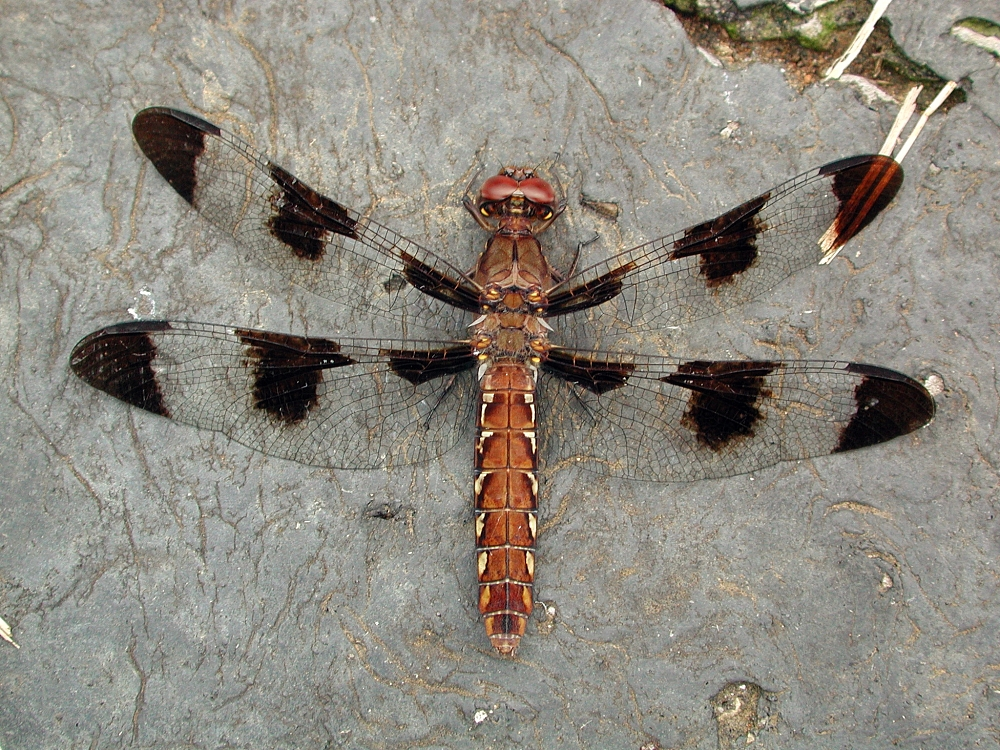
Femelle
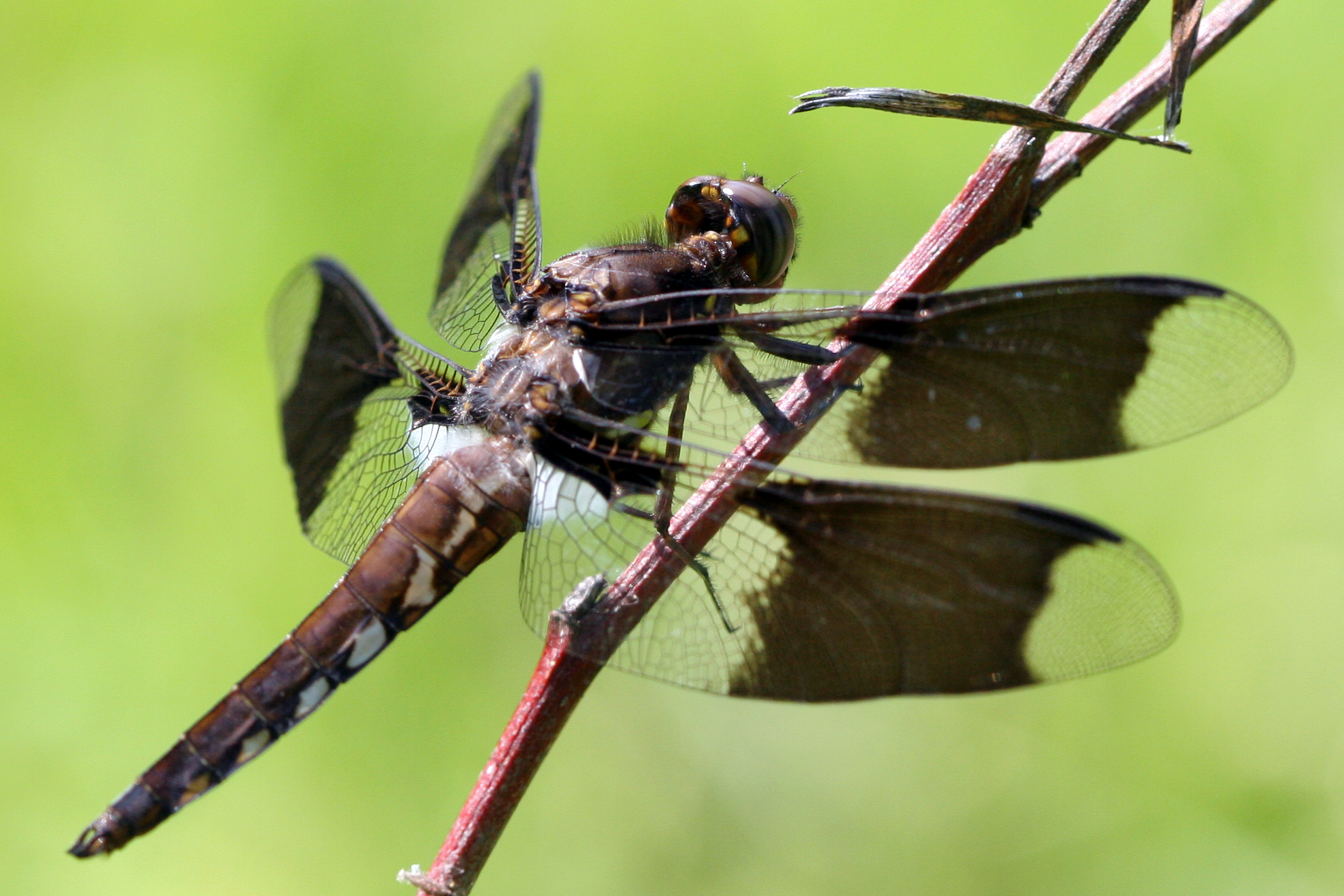
Mâle immature